# Silene otites
Silene otites es una planta del género Silene de la familia Caryophyllaceae.

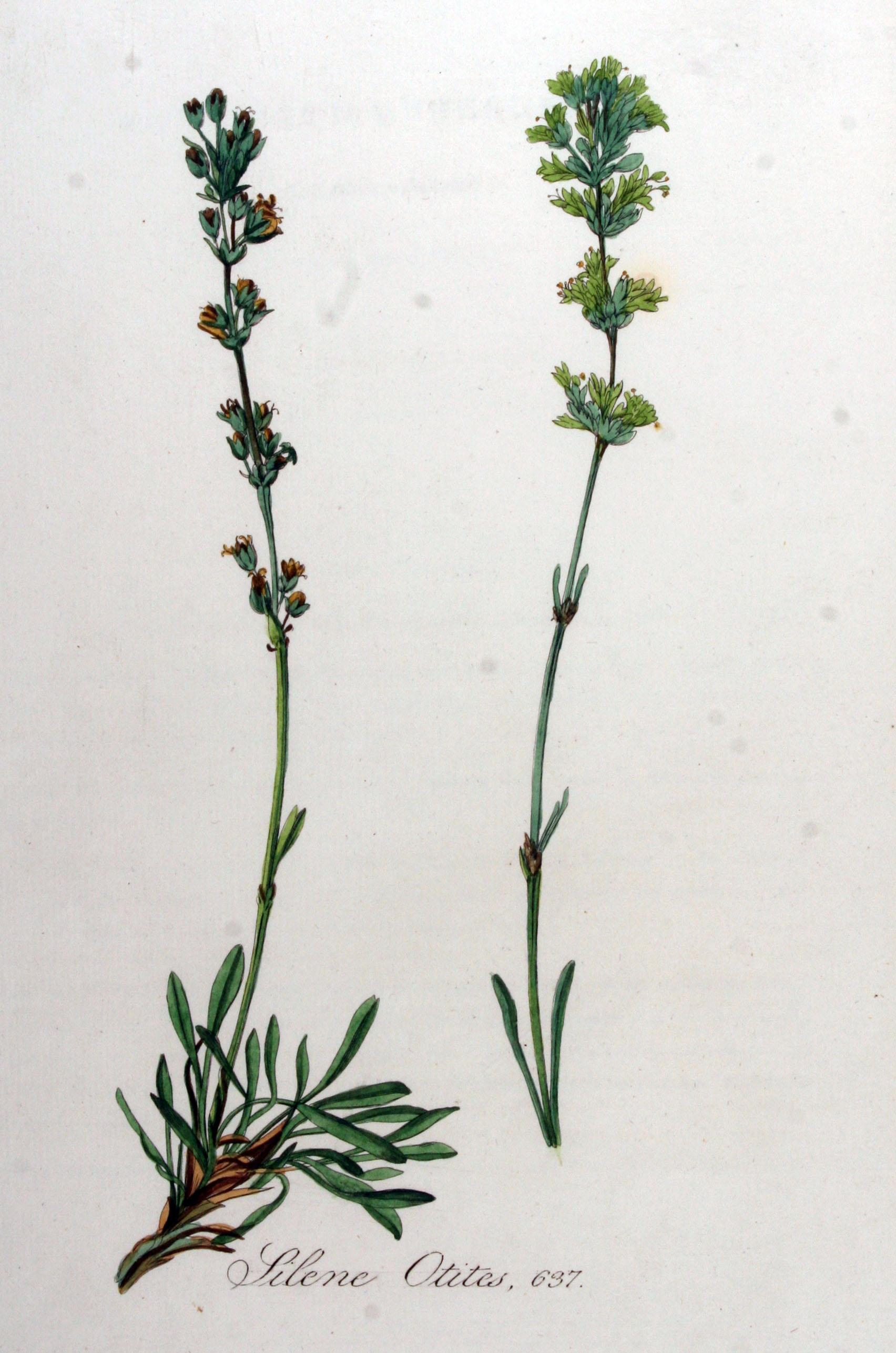
Ilustración

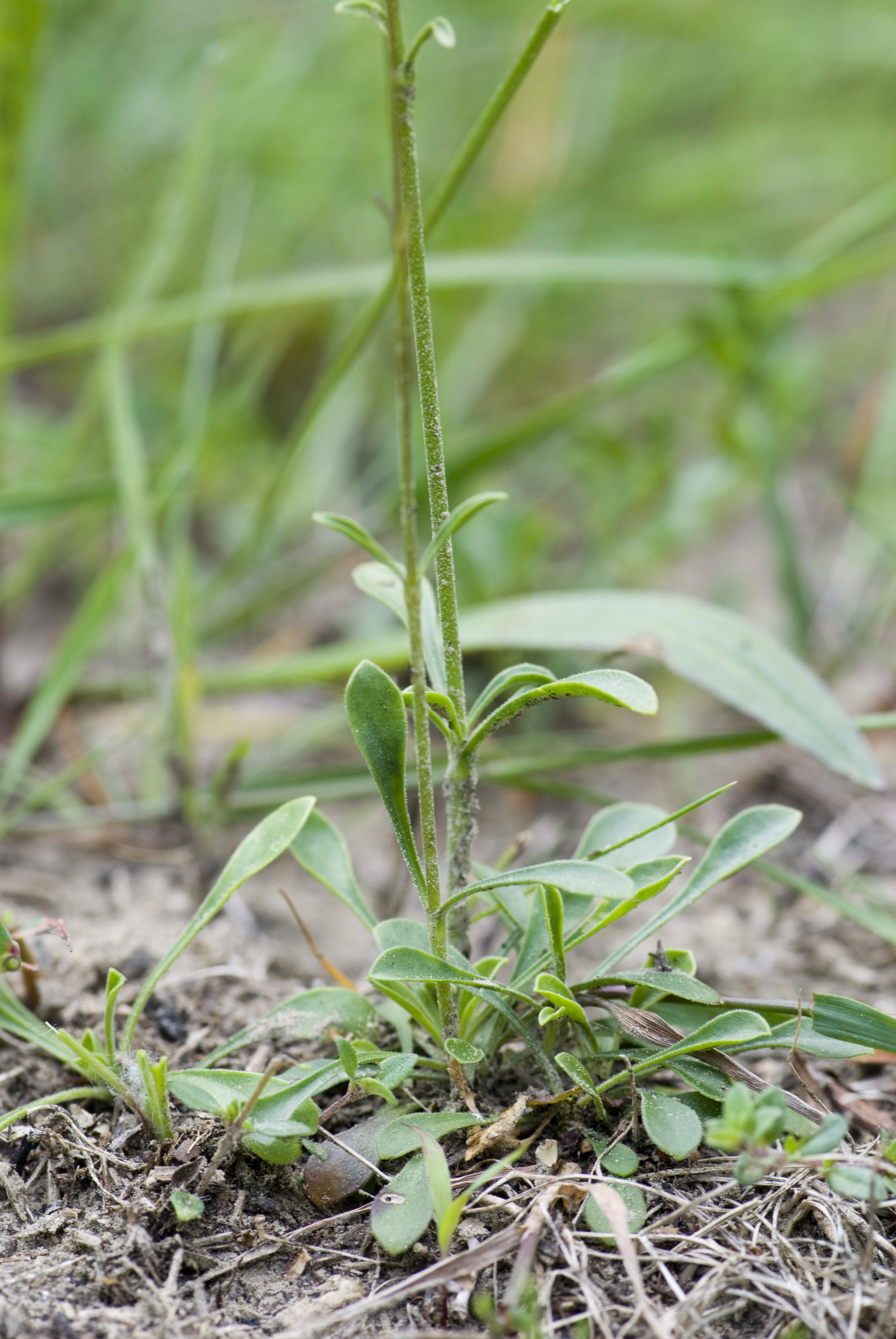
Vista de la planta

## Descripción
Numerosas flores pequeñas, amarilloverdosas, en inflorescencias verticiladas muy pobladas, en una larga inflorescencia laxa. Tallo de 50 cm o más. Hojas estrechamente acucharadas, la mayoría de la de arriba lineal-lanceoladas, todas con pelo corto y denso. Flores de 3-5 mm de diámetro; pétalos de limbo lineal; cáliz ovoide, con dientes romos, glabro. Florece en primavera y verano.

## Distribución y hábitat
Este, sur y centro de Europa. Habita en suelos arenosos y brezales.

## Taxonomía
Silene otites fue descrita por (L.) Wibel ex Sm. y publicado en Primitiae Florae Werthemensis 241. 1799.
Citología
Número de cromosomas de Silene otites (Fam. Caryophyllaceae) y táxones infraespecíficos: 2n=24
Etimología
El nombre del género está ciertamente vinculado al personaje de Sileno (en griego Σειληνός; en latín Sīlēnus), padre adoptivo y preceptor de Dioniso, siempre representado con vientre hinchado similar a los cálices de numerosas especies, por ejemplo Silene vulgaris o Silene conica. Aunque también se ha evocado (Teofrasto via Lobelius y luego  Linneo)  un posible origen a partir del Griego σίαλoν, ου, "saliva, moco, baba", aludiendo a la viscosidad de ciertas especies, o bien σίαλος, oν, "gordo", que sería lo mismo que la primera interpretación, o sea, inflado/hinchado.
otites; epíteto.
Sinonimia
- Cucubalus dioicus Gilib.
- Cucubalus effusus Fisch. ex Ser.
- Cucubalus hermaphroditus Gilib.
- Cucubalus otites L. basónimo
- Cucubalus parviflorus Lam.
- Diplogama otites Opiz
- Lychnis otites Scop.
- Otites cuneifolius Raf.
- Otites pseudotites Klokov
- Silene effusa Otth
- Silene macroclada Boiss.
- Silene otites Sm.
- Silene pedicellata Boiss.
- Silene pseudo-otites Besser
- Viscago otites Hornem.
- Viscago polygama Stokes

subsp. hungarica Wrigley
- Silene hungarica (Wrigley) Niketic & Stevan.[4]
- Silene otites subsp. otites (L.) Wibel[5]